# П-12
П-12 «Енисей» (по классификации МО США и НАТО — Spoon Rest) — мобильная помехозащищенная двухкоординатная радиолокационная станция метрового диапазона волн.
Прототипом РЛС П-12 является РЛС П-10. Последняя была разработана в 1953 году.
П-12 «Енисей» была разработана в 1954—1956 годах в специальном конструкторском бюро СКБ-197 под руководством главного конструктора Е. В. Бухвалова, принята на вооружение вооружённых сил СССР в 1956 году и серийно выпускалась Нижегородским телевизионным заводом им. В. И. Ленина.
При мощности в импульсе 180 кВт РЛС П-12 обеспечивала обнаружение самолётов на дальности около 200 км, летящих в диапазоне высот до 25 км.

## Назначение
РЛС П-12 предназначена для своевременного обнаружения и сопровождения воздушных объектов, в пределах зоны видимости, определения государственной принадлежности и выдачи их координат (дальность, азимут) потребителям информации о воздушной обстановке.

## Технические характеристики
| Характеристики П-12                            | Характеристики П-12 |
| ---------------------------------------------- | ------------------- |
| Импульсная мощность                            | 180 кВт             |
| Максимальная дальность обнаружения             | 200 км              |
| Максимальная высота обнаружения                | 25 км               |
| Верхняя граница зоны обнаружения по углу места | 30°                 |
| Разрешающая способность по дальности           | 2 км                |
| Разрешающая способность по азимуту             | 11°                 |
| Определение угла места цели                    | 3-14°               |

## Модификации
За всё время эксплуатации были выпущены следующие модификации:
- П-12М «Енисей-М» — принята на вооружение в 1958 году[3]
- П-12МП «Сдвиг-К» — принята на вооружение в 1962 году[3]
- П-12МА «Сура» (NATO-Code: «Spoon Rest A»)
- П-12НА «Иртыш» (NATO-Code: «Spoon Rest C»)
- П-12НП «Иртыш» (NATO-Code: «Spoon Rest B»)
- П-12НМ «Десерт»

## Интересные факты
- П-12 – первая советская РЛС, поставляемая на экспорт[3].
- РЛС типа П-12 принимали участие в боевых действиях во Вьетнаме и на Ближнем Востоке[3]. Одна станция была захвачена израильскими десантниками в ходе Войны на истощение в 1969 году[4], однако при её изучении израильские специалисты выяснили, что никакой новой информации радар не принёс. Когда захваченный радар П-12 передали американцам, они также не нашли в нём ничего нового и использовали его лишь для того, чтобы сделать его копии[5].

## Галерея

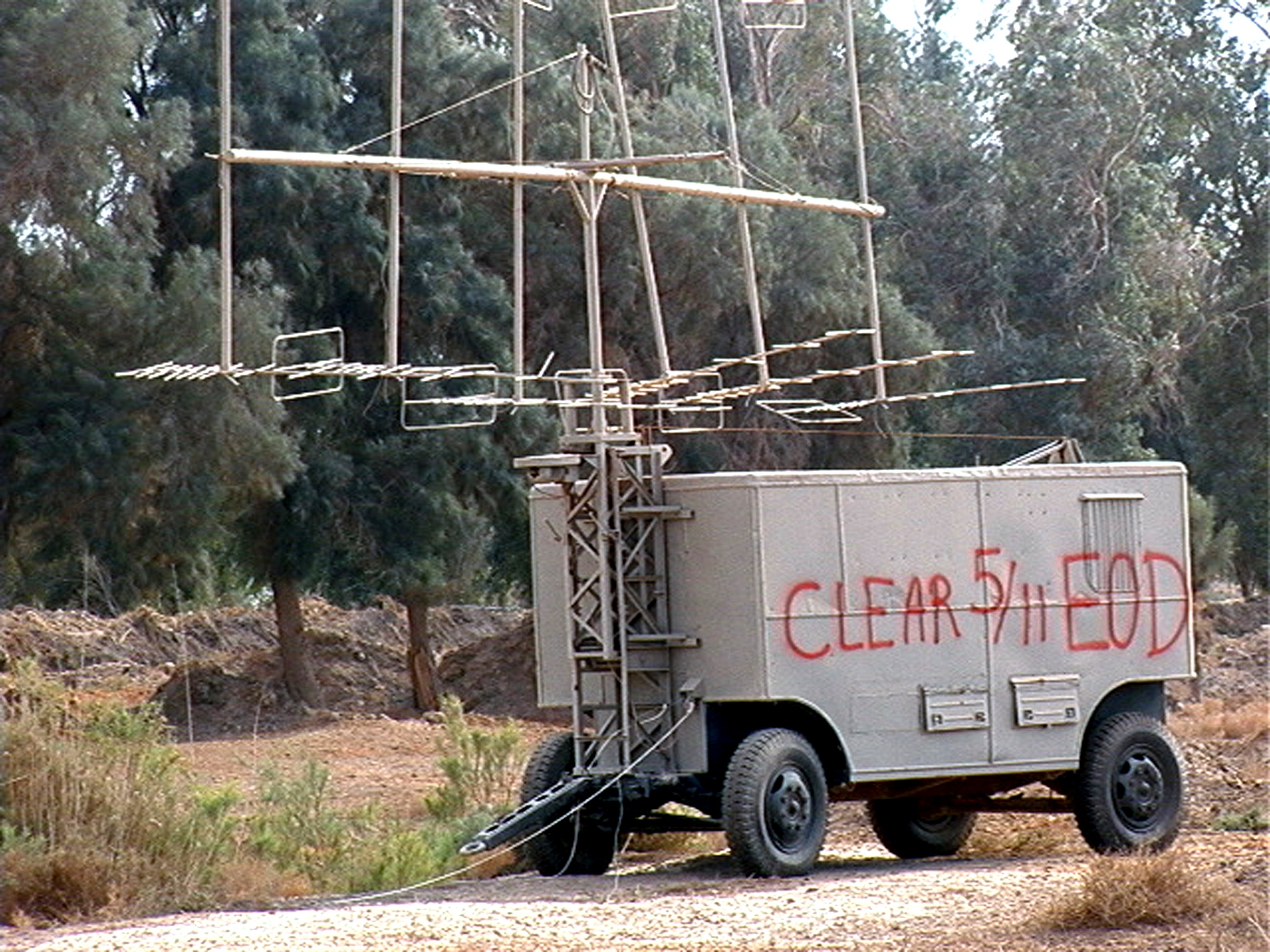
П-12 в Ираке, 2003 год
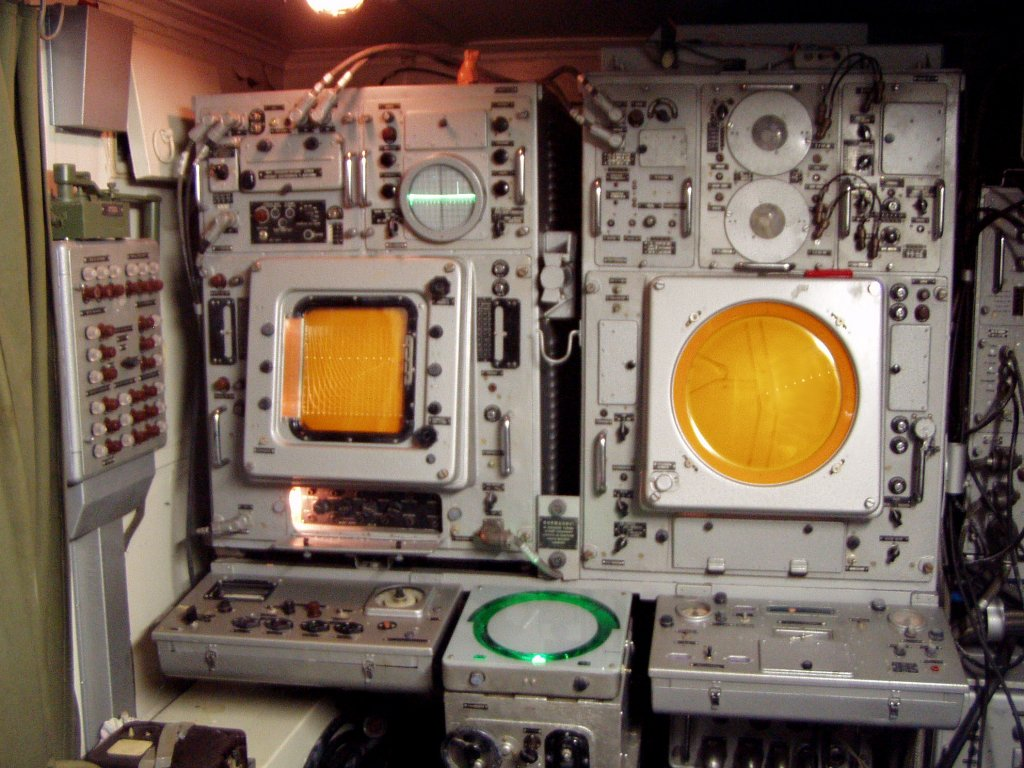
Рабочее место оператора П-12НП